# Amblychia
Amblychia is een geslacht van vlinders van de familie spanners (Geometridae), uit de onderfamilie Ennominae.

## Soorten
- A. angeronaria Guenée, 1858
- A. infoveata Prout, 1932
- A. nefrens Prout, 1929
- A. rotundata Semper, 1901
- A. schistacea Warren, 1915